# 伊尔凯·厄兹于克塞尔
伊尔凯·厄兹于克塞尔（土耳其語：İlke Özyüksel，1997年2月26日—）生于安卡拉，是一名土耳其女子现代五项运动员，曾就读于安卡拉大学体育部。她在出生大约两周后便生命垂危，最初的诊断认为她患有癌症，后来一名在美国工作的土耳其医师诊断她患有血管瘤，经过治疗后，她成功脱离生命危险。截至2019年时，她因血管疾病而接受过五次手术治疗。她在6岁时受父母的影响开始接触体育运动，在先后接触网球、滑冰、游泳等运动后，她最终选择了现代五项，9岁时，她获得自己的第一个世界少年比赛冠军。